# Leichtathletik-Länderkampf der Frauen 1930 England – Deutschland
| 1. Leichtathletik-Länderkampf mit deutscher Beteiligung 1930 | 1. Leichtathletik-Länderkampf mit deutscher Beteiligung 1930 |
| ------------------------------------------------------------ | ------------------------------------------------------------ |
|                                                              |                                                              |
| Ländervergleich der Frauen: England – Deutschland            |                                                              |
| Austragungsort                                               | Birmingham                                                   |
| Wettbewerbe                                                  | 10                                                           |
| Datum                                                        | 26. Juli 1930                                                |
| 1. ENG 2. GER                                                | 51 Punkte 49 Punkte                                          |
| Chronik                                                      |                                                              |
| ← letzter LK 1929: 00JPN-GER (M)                             | GER-FRA (M) →                                                |

Das Leichtathletik-Länderkampfjahr 1930 startete mit dem dritten Ländervergleich der deutschen Frauen. Im achtzehnten deutschen Länderkampf insgesamt traten die Athletinnen zum zweiten Mal gegen England an. Es war die einzige Auswärtsbegegnung in dieser Saison, die am 26. Juli in der englischen Stadt Birmingham ausgetragen wurde. Deutschlands Frauen mussten mit 49 zu 51 Punkten ihre zweite Niederlage einstecken.

## Modus
Die Regeln waren dieselben wie beim letzten Aufeinandertreffen der Frauen mit England. Wie in Länderkämpfen mit zwei Nationen üblich war jedes Land in den Einzeldisziplinen mit zwei Teilnehmerinnen vertreten. In der einzigen Staffel trat aus jedem Land ein Team an. In den Einzelwettbewerben erhielt jede Siegerin vier Punkte, die Zweitplatzierte drei und die Drittplatzierte zwei Punkte. Die Athletin auf dem vierten Rang kam mit einem Punkt in die Wertung. In der Staffeln brachte Platz eins sieben und Platz zwei drei Punkte.

## Legende
Kurze Übersicht zur Bedeutung der Symbolik – so üblicherweise auch in sonstigen Veröffentlichungen verwendet:
| k. A. | keine Angabe |

## Resultate

### 100 m
| Platz | Athletin       | Land | Zeit (s) |
| ----- | -------------- | ---- | -------- |
| 1     | Eileen Hiscock | ENG  | 12,4     |
| 2     | Daisy Ridgeley | ENG  | k. A.    |
| 3     | Ilse Drieling  | GER  | k. A.    |
| 4     | Rose Drieling  | GER  | k. A.    |

### 200 m
| Platz | Athletin        | Land | Zeit (s) |
| ----- | --------------- | ---- | -------- |
| 1     | Lathan          | ENG  | 25,5     |
| 2     | Nellie Halstead | ENG  | k. A.    |
| 3     | Lisa Gelius     | GER  | k. A.    |
| 4     | Detta Lorenz    | GER  | k. A.    |

### 800 m
| Platz | Athletin        | Land | Zeit (min) |
| ----- | --------------- | ---- | ---------- |
| 1     | Gladys Lunn     | ENG  | 2:22,8     |
| 2     | Lina Radke      | GER  | k. A.      |
| 3     | Marie Dollinger | GER  | k. A.      |

### 80 m Hürden
| Platz | Athletin        | Land | Zeit (s) |
| ----- | --------------- | ---- | -------- |
| 1     | Gerda Pirch     | GER  | 12,9     |
| 2     | Muriel Cornell  | ENG  | k. A.    |
| 3     | Ursula Birkholz | GER  | k. A.    |

### 4 × 100 m Staffel
| Platz | Besetzung       | Land                                                         | Zeit (s) |
| ----- | --------------- | ------------------------------------------------------------ | -------- |
| 1     | England         | Daisy Ridgeley Eileen Hiscock Nellie Halstead Muriel Cornell | 00049,2  |
| 2     | Deutsches Reich | Ilse Drieling Rose Drieling Detta Lorenz Lisa Gelius         | ca. 49,7 |

### Hochsprung
| Platz | Athletin        | Land | Höhe (m) |
| ----- | --------------- | ---- | -------- |
| 1     | Mary Milne      | ENG  | 1,520    |
| 2     | Marjorie Okell  | ENG  | 1,500    |
| 3     | Inge Braumüller | GER  | 1,475    |
| 4     | Selma Grieme    | GER  | 1,475    |

### Weitsprung
| Platz | Athletin        | Land | Weite (m) |
| ----- | --------------- | ---- | --------- |
| 1     | Muriel Cornell  | ENG  | 5,83      |
| 2     | Selma Grieme    | GER  | 5,71      |
| 3     | Inge Braumüller | GER  | 5,49      |
| 4     | Mary Seary      | ENG  | 5,43      |

### Kugelstoßen
| Platz | Athletin             | Land | Weite (m) |
| ----- | -------------------- | ---- | --------- |
| 1     | Grete Heublein       | GER  | 13,26     |
| 2     | Tilly Fleischer      | GER  | 12,99     |
| 3     | Florence Birchenough | ENG  | k. A.     |
| 4     | Mary Weston          | ENG  | k. A.     |

### Diskuswurf
| Platz | Athletin        | Land | Weite (m) |
| ----- | --------------- | ---- | --------- |
| 1     | Tilly Fleischer | GER  | 36,60     |
| 2     | Grete Heublein  | GER  | 34,10     |
| 3     | Louise Fawcett  | ENG  | k. A.     |
| 4     | Nellie Purvey   | ENG  | k. A.     |

### Speerwurf
| Platz | Athletin             | Land | Weite (m) |
| ----- | -------------------- | ---- | --------- |
| 1     | Ellen Braumüller     | GER  | 36,50     |
| 2     | Auguste Hargus       | GER  | 35,54     |
| 3     | Louise Fawcett       | ENG  | k. A.     |
| 4     | Florence Birchenough | ENG  | k. A.     |